# Glyphis (hajar)
Glyphis är ett släkte av hajar. Till skillnad från de flesta andra hajar kan de leva också i sötvatten. De påträffas därför ofta i floder. Glyphis räknas till familjen Revhajar och ordningen Gråhajartade hajar.

## Arter i släktetGlyphis
Släktet Glyphis omfattar enligt Catalogue of Life och enligt sökning i FishBase följande fem nu levande arter:
- G. glyphis
- Gangeshaj (G. gangensis)
- G. fowlerae
- G. siamensis
- G. garricki.